# Sister MAYO
Sister MAYO（シスター・マヨ、7月26日 - ）は、日本の女性歌手である。主にアニメ、特撮などの楽曲で活躍。
本名、澤田 雅世（さわだ まさよ）。
キャッチコピーは「アニソン界のジャンヌ・ダルク」。ベーシストのTAIJIこと沢田泰司は次兄である。

## 略歴
- 専門学校卒業後に旅行会社に就職するが、椎間板ヘルニアを患い退社し、幼少期からの夢であった歌手の道を志す[3]。
- 1997年、沢田雅世名義でシングルをリリースする。同年、オーディションに合格しCyber Nation Networkのメンバーとしてデビューした[4]。プロデューサーよりSister MAYOと命名される[5][4]。
- 2001年、『電脳冒険記ウェブダイバー』の主題歌を担当する音楽ユニットR.A.M（高取ヒデアキ、平間あきひこ、Sister MAYO）に参加する[6]。同年5月、Sister MAYO名義で「LOVE☆トロピカ～ナ」をリリースした[5]。
- 音風にヴォーカルとして参加していたが、2006年1月に脱退した。
- 2008年からはProject.Rのメンバーとしても活動している[7]。
- 2010年、バンドカラテブラボーを結成した[8][9]（なお、「カラテ･ブラボー」の名は、Cyber Nation Networkの活動休止後、同ユニットの公式サイトにて、Sister MAYOと平間の新ユニット名として告知されていた[10]）。メンバーは元ZI:KILLのEBYなど[11]。
- 2011年、ブラボーピースレコード（bravo peace record）を設立した[12]。
- 2020年11月28日、Sister MAYO、高橋秀幸、Natsuoの3名からなるユニット「Rainbow☆MAG!C」が始動。デビュー曲「Rainbow Magic」発売。

## 人物
- 帽子がトレードマークである[5]。恥ずかしがり屋のため、『魔法戦隊マジレンジャー/呪文降臨〜マジカル・フォース』リリース以前は帽子を目深に被り眼鏡を掛けていたが、レコード会社からどちらかを取るようにと依頼され、眼鏡を外した[3]。

## ディスコグラフィ

### 沢田雅世名義
- LEGEND OF BLIZZARD~夢に吹く風~
c/w：瞳の中のオアシス
1997年1月21日
ゲーム『Queens Road』オープニングテーマ・エンディングテーマ
発売：バンダイミュージックエンタテインメント

### Sister MAYO名義
Sister MAYO名義の楽曲は、全てコロムビアより発売。

#### アルバム
- Sister MAYO 1号
2010年7月21日

#### シングル
- LOVE☆トロピカ～ナ
c/w：ふしぎなジャングル（歌：ジャック・伝ヨール）
2001年5月19日
アニメ『ジャングルはいつもハレのちグゥ』オープニング主題歌
- LOVE☆トロピカ～ナ・デラックス
c/w：ファン・ファン＆シャウト
2002年8月21日
アニメ『ジャングルはいつもハレのちグゥ・デラックス』オープニング＆エンディング主題歌
- LOVE☆トロピカーナ・ファイナル
c/w：テルテル坊主（歌：ハレ）
2003年12月17日
アニメ『ジャングルはいつもハレのちグゥ・ファイナル』オープニング主題歌
- 魔法戦隊マジレンジャー（歌：岩崎貴文）
c/w：呪文降臨～マジカル・フォース
2005年3月2日
特撮『魔法戦隊マジレンジャー』エンディング主題歌
- パッタ☆ポッタ☆モン太のうた
c/w：小さな勲章
2006年9月20日
アニメ『パッタ・ポッタ・モン太』オープニング＆エンディング主題歌
- ぷるるんっ！しずくちゃん
c/w：しずくの森からこんにちは
2006年11月22日
アニメ『ぷるるんっ!しずくちゃん』オープニング＆エンディング主題歌
- ケボーン！リュウソウジャー
c/w：騎士竜戦隊リュウソウジャー（歌：幡野智宏）[13]
2019年3月20日
特撮『騎士竜戦隊リュウソウジャー』エンディング主題歌

#### その他
- アニメ『マスターモスキートン'99』音楽大辞典Vol.3～ALL SONGS&EXTRA BGM～
1998年3月21日
イメージソング「Oh My God!」収録
- 特撮『魔法戦隊マジレンジャー』全曲集～マジカルコンプリートソングス～
2005年12月21日
イメージソング「魔法のJUMON」（岩崎貴文、Sister MAYO）収録
- 特撮『獣拳戦隊ゲキレンジャー』ゲキウタの修行 その一
2007年4月25日
挿入歌「Just feel it 〜明日のために〜」収録
- アニメ『ぷるるんっ!しずくちゃん』ソングコレクション しずくの森のヒットパレード!!
2007年4月18日
挿入歌「しずくの森に雪がふる」収録
- 特撮『侍戦隊シンケンジャー』秘伝音盤 第二幕
2009年7月29日
挿入歌「シンケン祭り」収録

- 特撮『海賊戦隊ゴーカイジャー』オリジナルアルバム お宝サウンドボックス2 海賊ソング・ナビゲート
2011年8月3日
挿入歌「パイレーツ・ガールズ」（五條真由美、Sister MAYO）収録

### Sister MAYO&karate-bravo!
- 魔女っ子
2011年11月4日
発売元：bravo peace record
  1. 魔女っ子メグちゃん
  2. 魔法使いサリー
  3. 不思議色ハピネス
  4. すきすきソング
  5. パラダイス(オリジナル)
- 魔女っ子2
2013年7月13日
発売元：bravo peace record
  1. テレポーテーション-恋の未確認-
  2. 魔法少女ララベル
  3. 魔法のマンボ
  4. ゆずれない願い
  5. 銀の翼(オリジナル)

## 出演

### テレビ
- アニぱら音楽館(第176回、第240回、第251回、第315回)
- 永久保存版!みんなで歌おうアニメソングカウントダウン 2006
- キングラン アニソン紅白2009
- どれどれトーク(日テレG+、2010年7月30日)
- 超!アニメ天国(第33回、第34回)

### ラジオ
- NHK-FM「アニソン・アカデミー　夏休みスペシャル」、2021年8月21日

### インターネット配信番組
- おしゃれチン列罪[14]